# Кандибівська ЗОШ І-ІІ ступенів
Кандибівська ЗОШ І-ІІ ступенів  — загальноосвітня школа, яка діяла у с. Кандибівка (нині входить до складу с. Сазонівка Оржицький район Полтавської області) у 1913—2011 рр.

## Історія

### Церковноприходська школа
1913 року на кошти земства розпочали будівництво типової двокласної церковноприходської школи, яке закінчили 1914 року. Школа була дерев'яною, обкладена цеглою, крита черепицею. Мала три кімнати, а також дві квартири для вчителів, з окремими виходами на вулицю[неавторитетне джерело].

### Школа в радянський час
1930 року школа була початковою.
Під час війни школа була пошкоджена і заняття проводились по хатах у Федора Черненка і Захарія Бабича. Після війни будівлю відремонтували, і навчання проводилося у школі.
Перший повоєнний випуск відбувся 1950 року.
1954 року призначення на посаду директора семирічної школи одержав А. Дегтярьов. 1955 року він разом з учнями старших класів брав участь у перезахороненні останків радянських солдатів, що загинули намагаючись вийти з оточення, в яке потрапили під час Битви за Київ у вересні 1941 року. Загалом біля села тоді полягло близько 800 осіб (за іншими даними 339). Останки воїнів переносили з навколишніх полів до братської могили в центрі села. У місці, яке показав місцевий житель, віднайшли кілька десятків «смертників» — ебонітових капсул з інформацією про бійців.
У 1950-ті роки (директор І. О. Рябець) квартирні кімнати переобладнали під клас, канцелярію, а також бібліотеку і буфет (в одній кімнаті), і залишилася одна житлова кімната, з окремим виходом. У школі були чотири класні кімнати, заняття проводилися у дві зміни, оскільки навчалися до 200 школярів[неавторитетне джерело].
У 1960-ті роки (директор О. Є. Кропивка) розпочали будівництво майстерні та шкільної їдальні на території школи, яке закінчили наприкінці 60-х років. 1966 р. директором школи було призначено Петра Макаровича Тютюника. Дах школи тоді перебував в аварійному стані й потребував нагального ремонту. Будматеріали були виділені державою, а ремонт даху та окремих класів і кабінету директора здійснено силами батьків школярів, працівників школи та небайдужих жителів села: підтягнули стелю, дах перекрили шифером, зробили нове пічне опалення. Також розширили територію подвір'я, яке обнесли новим парканом. 1982 року (директор В. М. Киричок) мешкальну кімнату переобладнали під клас.

### Нове приміщення школи
З 1 вересня 1997 року школа діяла в іншому приміщенні, оскільки старе не підлягало ремонту. Для цього наприкінці літа місцевий колгосп «Маяк» вирішив передати під школу приміщення своєї контори (побудоване 1968 року). Перед початком нового навчального року за два тижні силами педагогічного колективу (директор В. М. Киричок) і колгоспу переробили кімнати під класи, провели ремонт. Навчання розпочали 56 учнів. У звільненому старому приміщенні влаштували церкву. 1998 року побудували спортивний майданчик біля школи. 2001 року (директор Юрій Юрченко) побудували нову котельню біля школи. 2005 року зроблено газифікацію школи. Навколо території школи встановили новий паркан[неавторитетне джерело].

### Закриття школи
2011 року школа припинила своє існування[уточнити]. Учні підвозяться до Чевельчанської ЗОШ І-ІІІ ступенів.

## Директори
За неперевіреними даними:[неавторитетне джерело]
- Гузь Григорій Петрович – працював до війни.
- Бабенко Феня Олександрівна – під час війни.
- Єщенко Федір Іванович – у 1949–1950 роках
- Царинний Григорій Максимович – у 1950-1951 роках
- Лозицький Іван Федорович – у 1951-1952 роках
- Баланюк Б. О. – у 1952-1954 роках
- Дегтярьов Афанасій Костович – у 1954-1955 роках
- Бігун Рада Іванівна – у 1955-1956 роках
- Рябець Іван Олександрович – у 1956-1958 роках
- Кропивка Олександр Єфремович - у 1958-1966 роках
- Тютюнник Петро Макарович - від 1966 року до 14.11.1970
- Царинний Григорій Максимович - від 14.11.1970 до 10.11.1971
- Тютюнник Петро Макарович – від 12.11.1971 до 1973
- Киричок Віктор Миколайович – у 1973-1992 роках
- Юрченко Юрій Григорович – з 1992 року.